# Kindle format 8
Kindle Format 8 (KF8) er det næste generation filformat til Amazon Kindle e-bøger – erstattende Mobi 7.
 
Kindle Format 8 integrerer mange HTML5 tags og CSS attributter.
 
Kindle Format 8 vil blive det grundlæggende format for Kindle Fire tavlecomputeren og integreres ind i nye e-blæk enheder mod slutningen af 2011. 
Ældre e-blæk enheder vil ikke understøtte den, men udgivere kan konvertere fra KF8 til Mobi, så længe bogens indhold understøtter det.